# Niels Erik Vangsted
Niels Erik Vangsted (28. marts 1920 i Aalborg – 18. august 1943 ved Hollandshus) var en dansk bankassistent og modstandsmand, medlem af Dansk Samling med dæknavnet "Nelle".
Vangsted var natten mellem den 17. og 18. august 1943 med ved opsamlingen efter en våbennedkastning ved Madum Sø i Rold Skov. På vej hjem blev de ti modstandsfolk set af en tysk militærvogn. Ved skovfogedstedet Hollandshus kørte modstandsfolkene ind i skoven og flygtede. Niels Erik Vangsted blev skudt og dræbt på ladet af modstandsfolkenes lastvogn, og Poul Edvin Kjær Sørensen, som forstuvede foden da han sprang fra lastbilen, blev taget til fange og bragt til København, hvor han straks blev dødsdømt ved en tysk krigsret på Nyboder Skole. Han blev henrettet den 18. august.
Niels Erik Vangsted blev begravet på Almen Kirkegård i Aalborg mandag den 23. august klokken 8 om morgenen. Den tyske besættelsesmagt forsøgte at holde begravelsen og ceremonien hemmelig, men den Frit Danmark havde allerede den 19. august berettet om våbennedkastningen og Vangsteds død. Mandag flager hele byen på halvt. Byens arbejdere og studerende strejker. Tusindvis af mennesker er ved middagstid forsamlet omkring kirken. Det fører til optøjer og overfald mod tyske soldater. I Frederikshavn nedlægger arbejderne på byens værft ført arbejdet, dernæst værksteder og senere butikkerne. Den 24. august er der generalstrejke i Aalborg og den 29. august ophører samarbejdet med besættelsesmagten. 
Poul Edvin Kjær Sørensen blev begravet i Warnemünde. Efter krigen blev hans jordiske rester, på venners foranledning, flyttet til Nørresundby Kirkegård hvor han fortsat ligger.